# Colletes daviesanus
Colletes daviesanus es una especie paleártica de las abejas de poliéster.

## Galería de imágenes

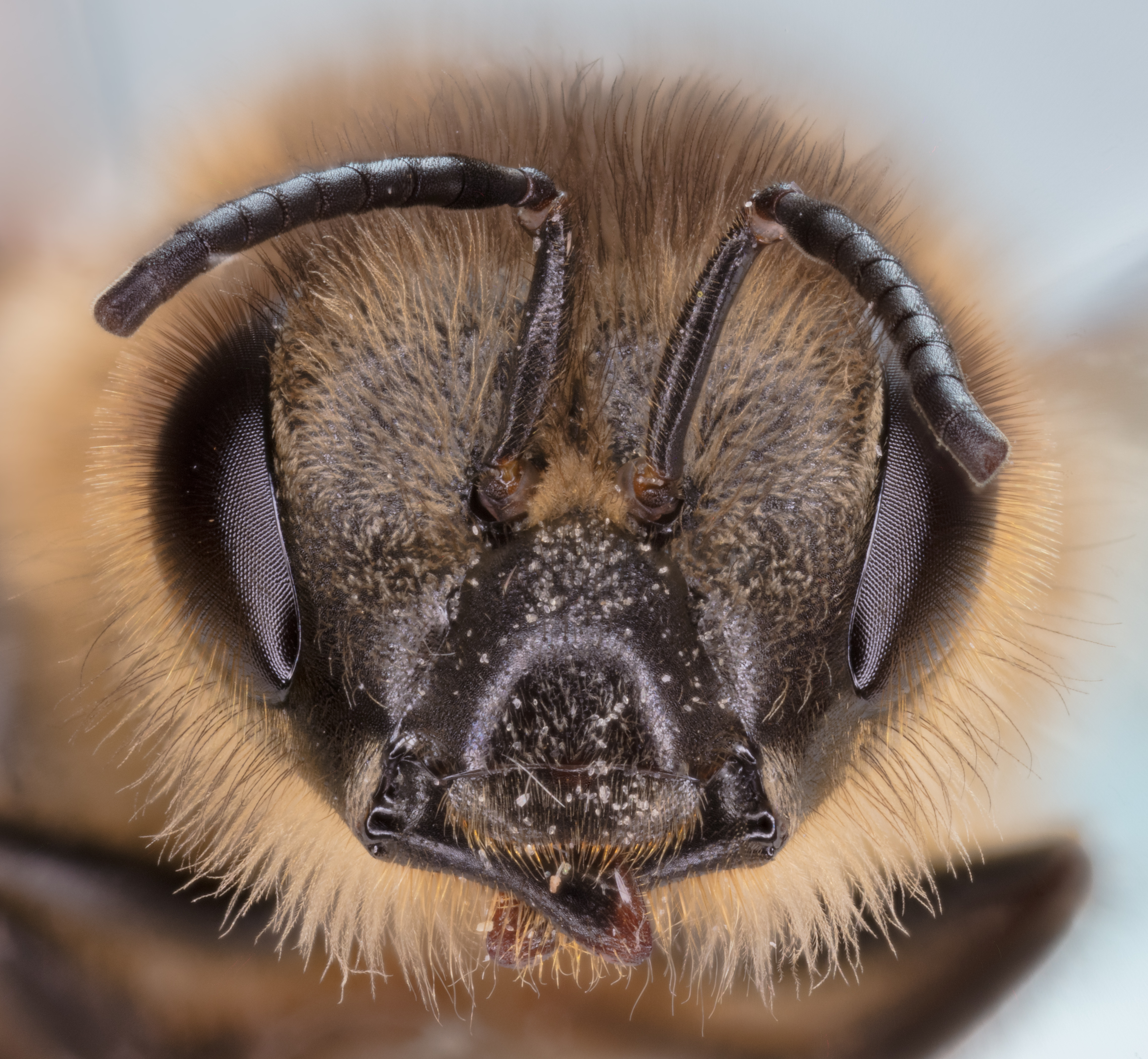
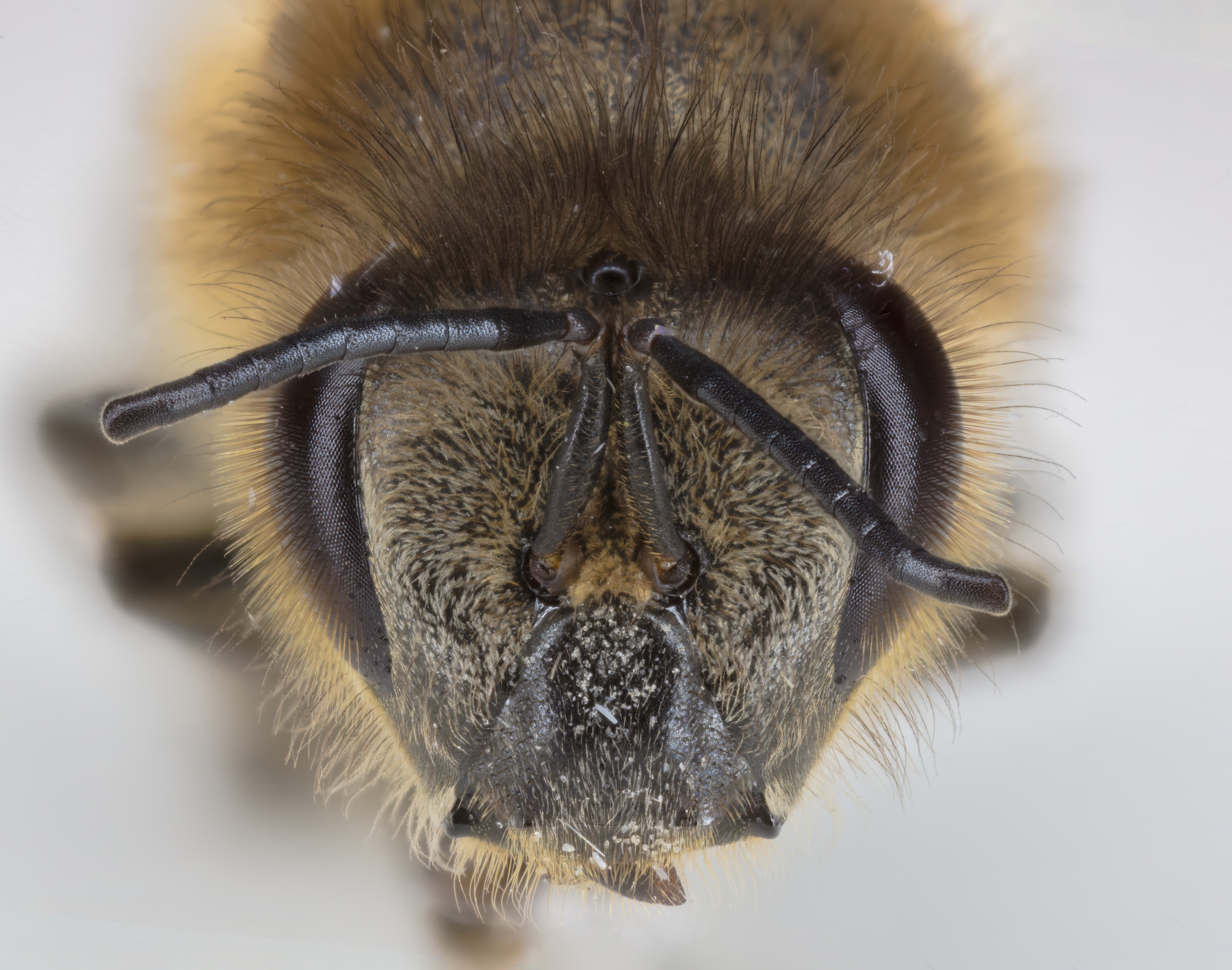
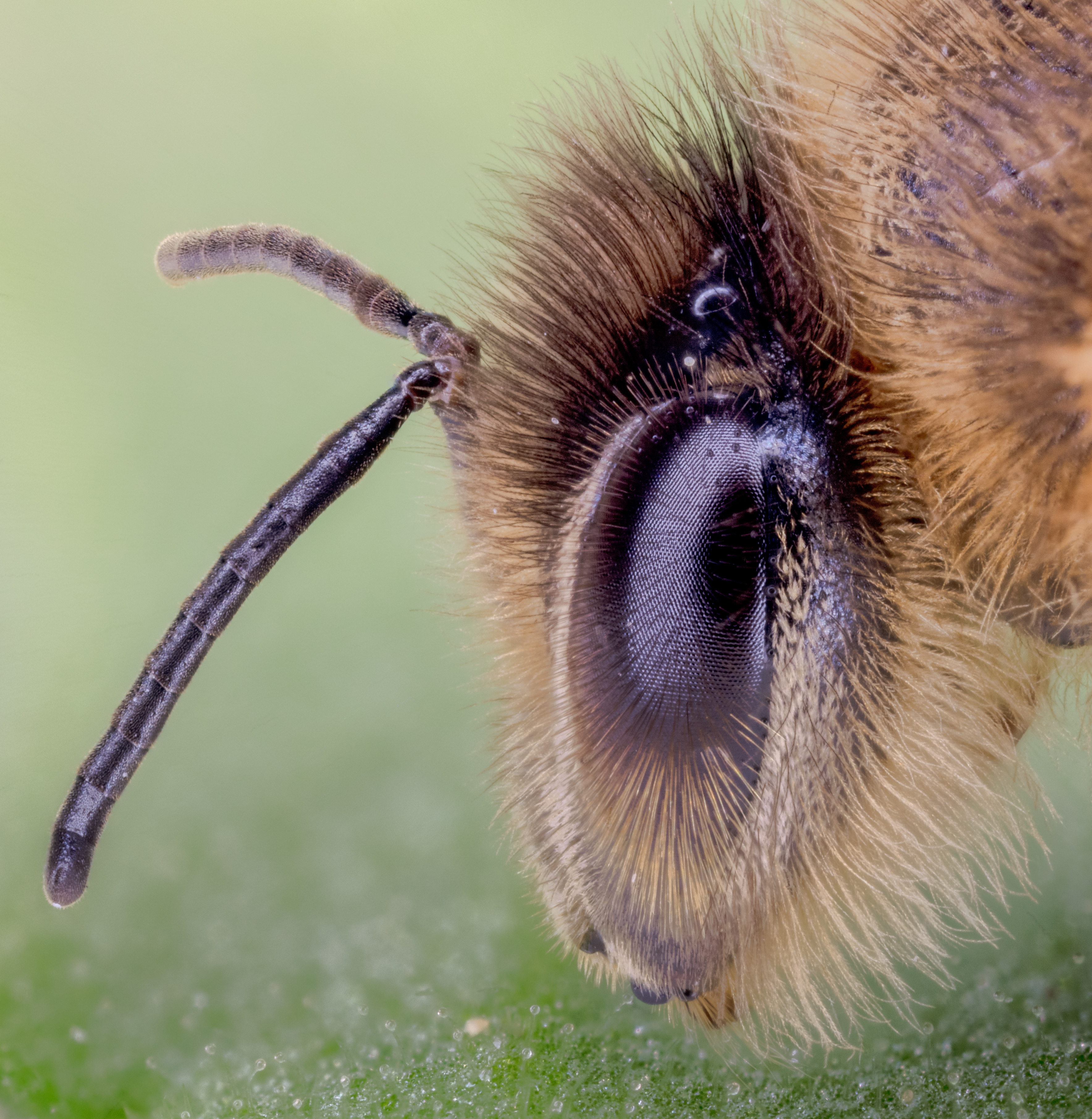
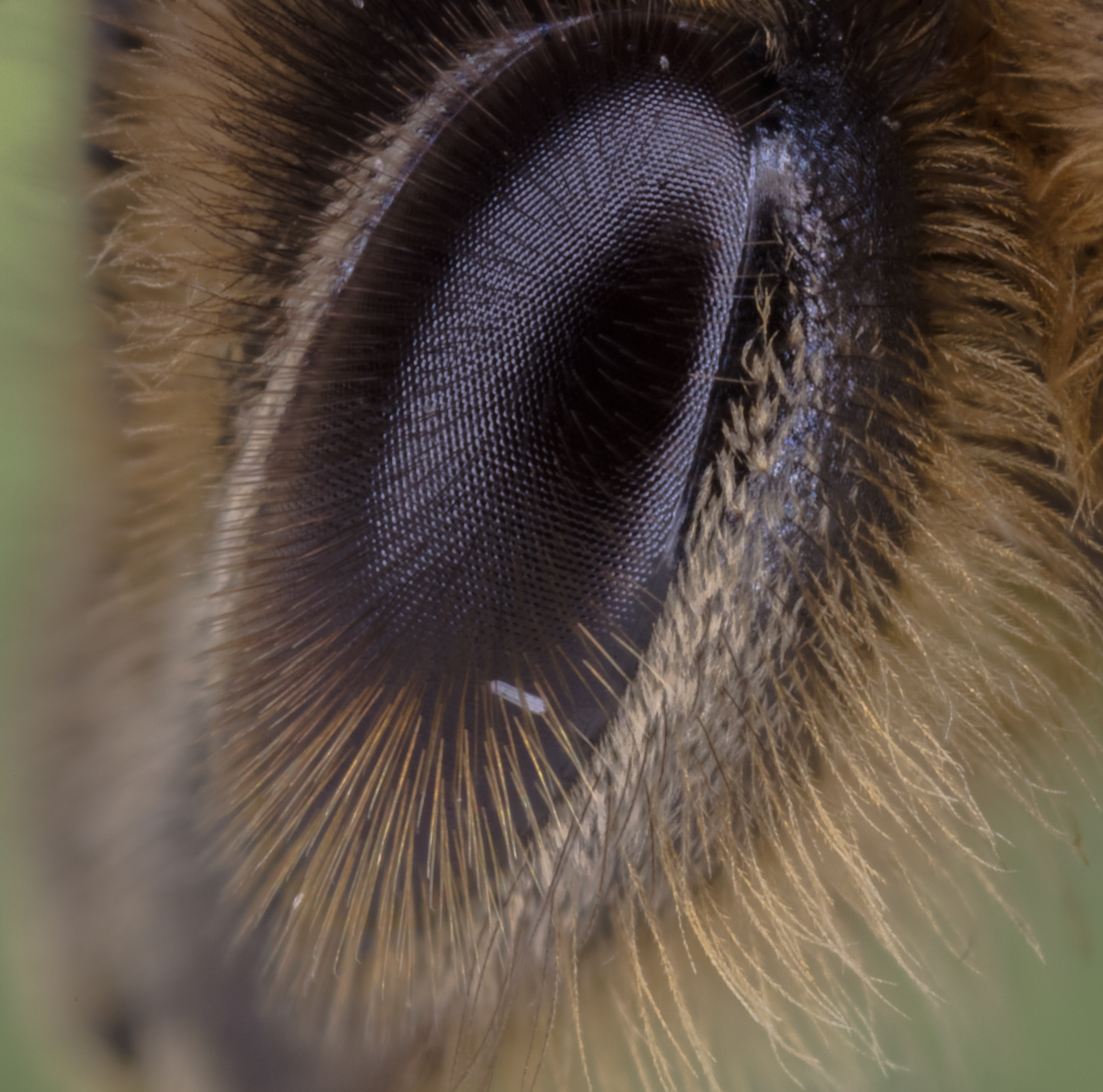
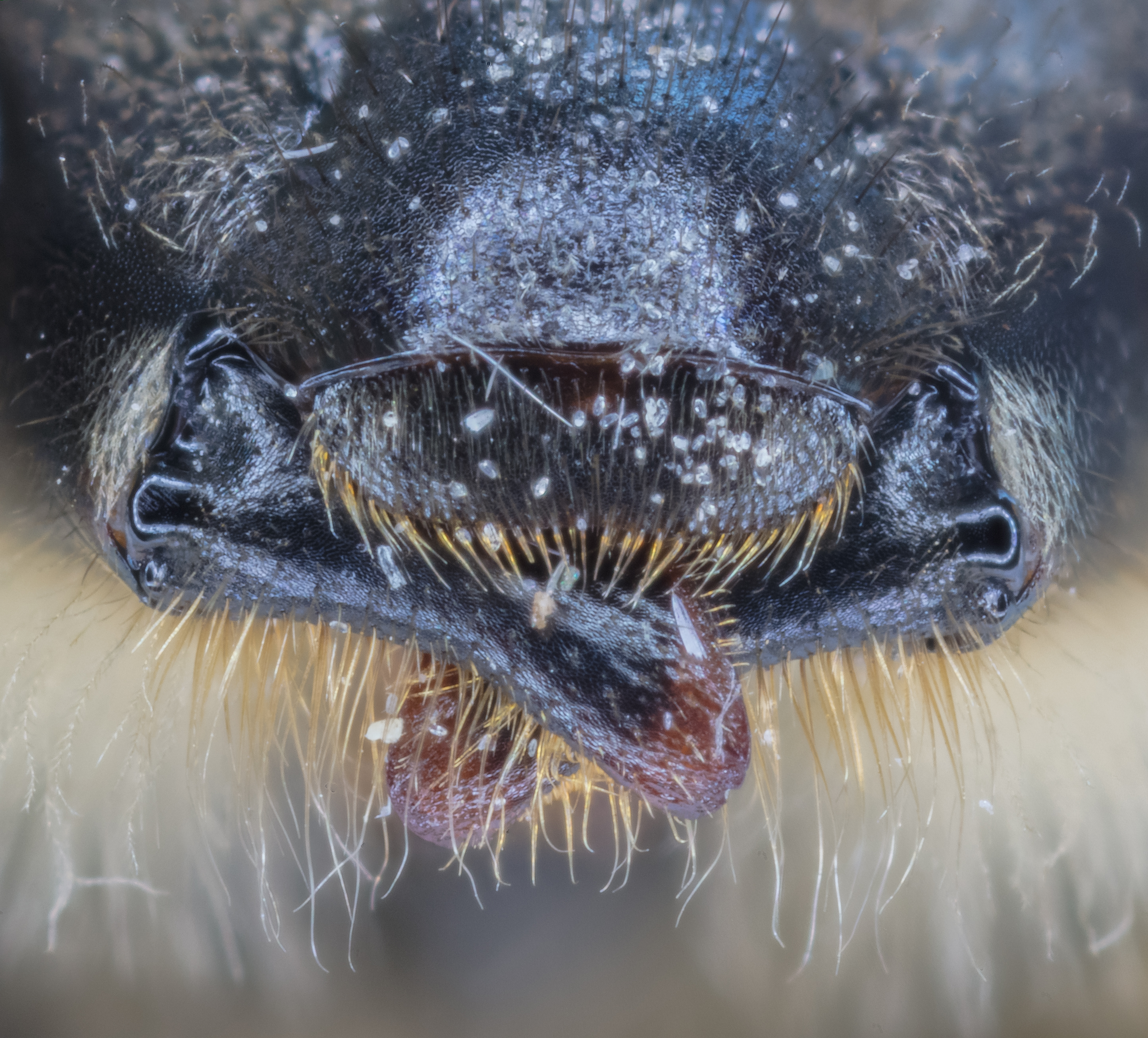